# 天使にKISS
「天使にKISS」（てんしにキッス）は、秋元奈美による日本の漫画作品。『なかよし』（講談社）1994年12月号と1995年1月号に前後編が掲載された。全2話。単行本は同社の講談社コミックスなかよしより全1巻が刊行された。

## 書誌情報
- 秋元奈美 『天使にKISS』 講談社〈講談社コミックスなかよし〉、1995年8月7日第1刷発行、ISBN 4-06-178813-2
  - 表題作のほか、読み切り作品「どっきどきエイプリル」「恋のトッピング」が収録されている。

## テレビドラマ
日本テレビ系列で深夜テレビドラマ枠であったshin-Dにおいて、1997年5月7日から6月18日まで同名の作品がテレビ放送された。

### 出演者
- 木村優希- 主演・天使 役
- 北原雅樹（グレートチキンパワーズ）
- 小沢真珠
- 大賀勇気
- 佐藤あつし
- 片山沙有里
- 坂井香代子
- 橋本麻美々
- 水谷妃里
- 伽代子